# Donald Keith Adams
Donald Keith Adams   (Orrville, 6 de març de 1902 - 20 de maig de 1971) fou un psicòleg estatunidenc.
Va estudiar a Harvard i Yale i el 1931 fou nomenat professor a la Universitat Duke. Es va distingir pels seus experiments amb gats sobre la reacció diferida.
Va escriure: The interference of Mind (1928) i Experimental Study of Adaptive Behaviour in Cats (1929).